# Pariserliv (operett)

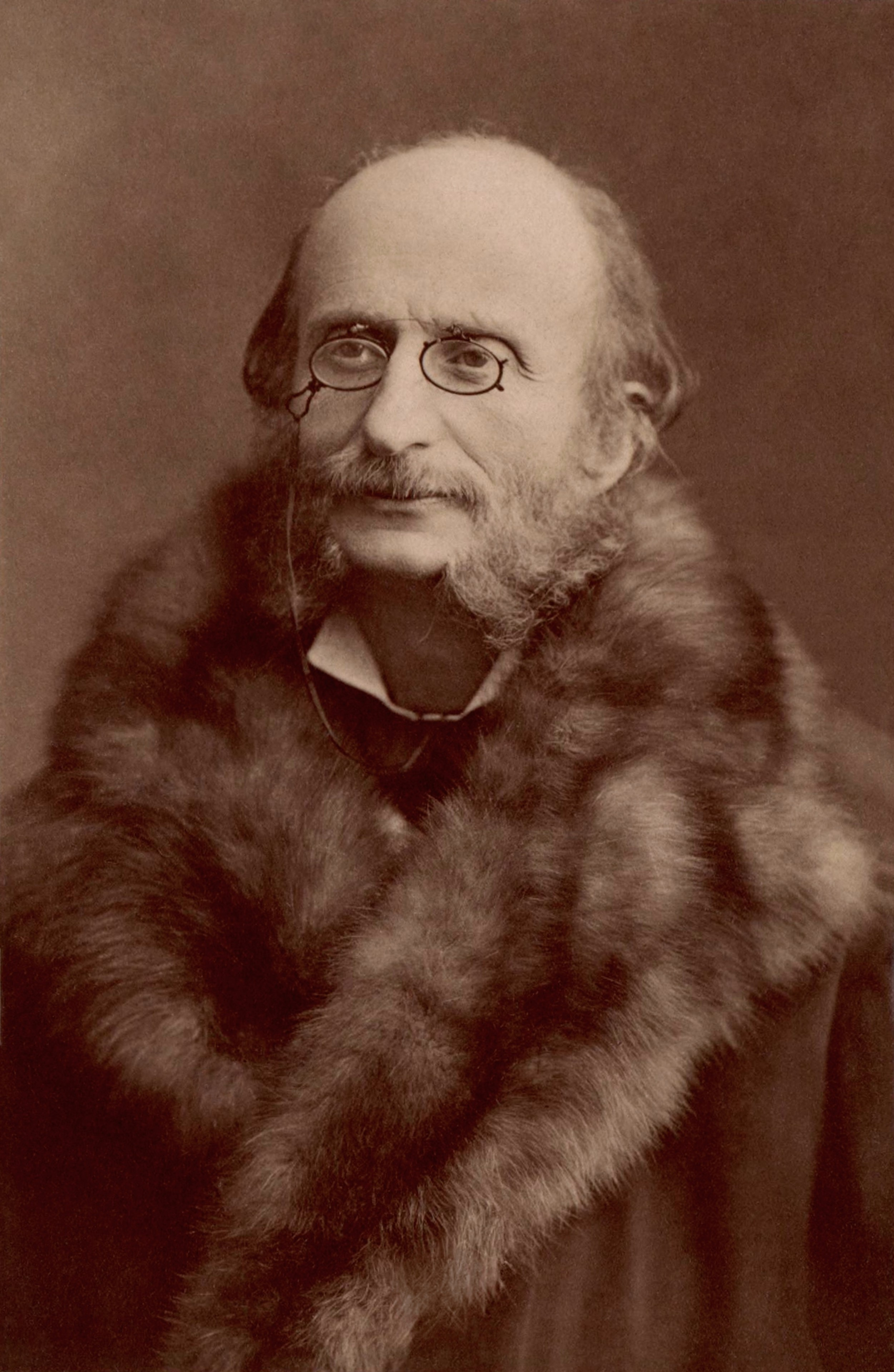
Jacques Offenbach

Pariserliv (La Vie parisienne) är en operett (opéra bouffe) i fyra akter (ursprungligen fem) med musik av Jacques Offenbach och libretto av Henri Meilhac och Ludovic Halévy. Verket var Offenbachs första helaftonsföreställning som skildrade samtida pariserliv till skillnad från hans många tidiga verk med äldre och mytologiska ämnen. Operetten skulle komma att bli ett av kompositörens mest populära verk jämte Orfeus i underjorden och Sköna Helena.

## Historia
1862 presenterade Henri Meilhac och Ludovic Halévy pjäsen La Clé de Métella på Théâtre du Vaudeville, en komedi om Gontran som överraskas av sin älskade i demimonden Mettellas omklädningsrum.
Året därpå presenterade samma författare komedin Le Brésilien på Théâtre du Palais Royal. Till detta stycke komponerade Jacques Offenbach en duett mellan Greluche - framförd av Jules Brasseur, skaparen av brasilianaren i La Vie parisienne - och Blancpartout - framförd av Gil-Pérès, skaparen av Bobinet. 1864 hade teatern Théâtre du Palais-Royal spelat en komedi av Meilhac och Halévy med titeln Le Photographe, vilken bland annat handlade om en figur vid namn Raoul Gardefeu, som älskade en flicka med namnet Métella.
I november 1865 presenterades handlingarna i librettots två första akter för ledningen vid Théâtre du Palais-Royal. Ludovic Halévy noterade: "dagen därpå mottog vi många gratulationer och många uppmaningar att snabbt slutföra stycket. Den tredje och fjärde akten kommer att avslutas inom kort (...) men vi har ingen idé angående den femte."
Den 4 februari 1866 avslöjade tidningen Le Ménestrel att Offenbach, i samarbete med Henri Meilhac och Ludovic Halévy, förberedde La Vie parisienne för Théâtre du Palais-Royal. Trots att operetten skulle sättas upp på en scen som var van vid vaudeville krävdes ändå en utökning och förstärkning av orkestern och körerna. De viktigaste rollerna, med undantag av den avsedd för Zulma Bouffar, anförtroddes truppen vid nämnda teater. Medan pressen rapporterade att "bitarna [kommer] att vara kortare; men de kommer att vara större till antal", vinnlägger sig kompositören om att "med stor effekt förbereda" finalerna till alla akter.

## Repetition
Librettot förevisades artisterna den 17 augusti 1866 och musiken dagen därpå. Arbetet fortsatte den 20 augusti och repetitionerna började den 3 september.. Texten överlämnades till censurkommissionen den 29 augusti och kommissionen föreslog bland annat att alltför många provokativa meningar skulle tas bort, en förändring av nationaliteten hos baronen och baronessan de Grondremarck (från danskar till svenskar), samt borttagandet av en trio i akt III som karikerade den politiska världen och militären. Repetitionerna av akt IV påbörjades den 26 september och orkestern började sina repetitioner den 5 oktober.
Den 12 oktober beslutade librettisterna att omarbeta akt IV och V. De "gav inte teatern vad vi hade förväntat oss. Vi måste göra om och göra bättre." noterade Ludovic Halévy i sina anteckningsböcker. Pressen oroade sig för resultatet: "Le maestrino är upptagen med att förvandla Hyacinthe, Gil-Pérez, Priston, Lassouche och Mme Thierret till virtuosa sångare.". Repetitionerna var svåra konstaterade Halévy den 20 oktober: "...de gör mig nästan galen". Efter premiären förklarade han: "Skådespelarna hade dömt ut stycken och utropat 'Vad är poängen med att lära sig de två sista akterna. Ridån kommer behövas dras ned mitt i tredje akten'.". Endast Offenbach verkade säker på framgång och dagen före premiären skrev han till Hortense Schneider: "Jag hoppas att du kommer bära mer än ett par handskar när du applåderar de bedårande saker som jag gjort i 'La Vie parisienne'."

## Premiär
Operetten hade premiär den 31 oktober 1866 på Théâtre du Palais-Royal i Paris i en version på fem akter. Senare reviderade Offenbach stycket till fyra akter (utan den ursprungliga fjärde akten) och denna version hade premiär den 25 september 1873 på Théâtre des Variétés i Paris. Samma teater gav den på nytt 1875 och den spelades regelbundet under många år.
Le Ménestrel skrev: "MM. Ludovic Halévy, Henri Meilhac och Offenbach vann briljant den första striden i sin kampanj 1867". Åskådarna bevisade "med bravorop och skrattsalvor att denna parodi på 'parisiskt liv' inte kunde sluta bättre" rapporterade Le Figaro. Teaterchefen avslutade sin dag med att i dagboken notera dessa få ord: "La Vie parisienne var en stor framgång."
Musiken lovordades: "Det finns tre kadriljer och ett dussin valsar, polkor, mazurkor som alla är redo för operabalen: vi kommer att dansa till dem hela vintern." "Verket är verkligen ett av Offenbachs bästa" noterade Ludovic Halévy. Operetten tillägnades "Monsieur Émile Marcelin", skaparen av veckotidningen med samma namn 1863, i vilken både Meilhac och Halévy var medarbetare..
Några föreställningar efter premiären lade Offenbach till versen "C'est ainsi, moi, que je voudrais mourir" (Det är således jag som jag skulle vilja dö) för Urbain i akt III. Trots den stora framgången drog han tillbaka den snabbt. Enligt musikforskaren Jean-Christophe Keck omarbetas verket "snabbt om till fyra akter" för att minska vissa longörer. Akt IV tas bort helt och flera stycken stryks och flyttas om. Dåtidens press verkar inte ha noterat ändringarna och man vet därför inte exakt när de inträffade.
I mitten av december är teaterns intäkter fortfarande cirka 4200 francs varje kväll: "intäkterna överstiger fyra tusen franc varje kväll och det finns tio eller tolv loger som hyrs i förväg", skrev Ludovic Halévy..
Prinsen av Wales, som befann sig i Paris en dag i december 1866, tvekade inte att gå och höra La Vie parisienne.. Kejsare Napoleon III och hans hustru Eugénie närvarade vid den 58:e föreställningen den 28 december 1866..
I början av 1867 ersattes Jules Brasseur av Jean Berthelier, som också fick stor framgång i rollen. Senare ersätts även Hyancinthe, Zulma Bouffar, Mme Thierret och Mlle Honorine under mer eller mindre långa perioder, medan [Jules] Brasseur var tillbaka den 2 juli. Den 100:e föreställningen ägde rum den 8 februari 1867. Jacques Offenbach, Ludovic Halévy och Henri Meilhac bjöd in ensemblerna från teatrarna Palais-Royal, Variétés och Bouffes-Parisiens att äta på Peters restaurang torsdagen den 21 februari 1867.
Världsutställningen 1867 i Paris invigdes den 1 april 1867 på Champ de Mars. Några år senare mindes journalisten för tidningen L'Universe illustré besökarna: "Man skulle kunna säga att de utländska skarorna, hitkomna från jordens alla hörn, alla hörsammade samma instruktion. La Vie parisienne och Storhertiginnan av Gerolstein, Storhertiginnan av Gerolstein och La Vie Parisienne, det var deras primära mål och blev inte lugna förrän de hade försäkrat sig om platser till dessa två stycken." Hela Europa bländades av operetten..
Den 200:e föreställningen firades den 19 maj 1867. Tsar Alexander II av Ryssland och två av hans söner bevistade den 217:e föreställningen den 5 juni 1867. Operetten spelades sista gången den 24 juli 1867 efter 265 föreställningar. Den återupptogs den 9 mars 1868 och nådde 293 föreställningar den 5 april 1868, sedan från den 2 till den 31 oktober 1869 för att nå 323 föreställningar. Den spelades i flera provinsstäder såsom Marseille, Rouen, Lille, Lyon och Nantes.

### Internationella uppsättningar
La Vie parisienne gavs i Bryssel den 30 januari 1867 i en version i fyra akter. I denna version är akt IV sammansatt av Rondeau [nr 18], Couplets [nr 19] och Reprise de l'ensemble [nr 19 bis] samt numren 21, 22, 22 bis och 23 följt av 24 och 25..
I Wien framfördes operetten den 31 januari 1867 i en version i fyra akter och 5 tablåer. I denna version är Triolet [nr 4] struken. Akt VI består av två tablåer: den första med endast Rondeau [nr 18] och Final [nr 20] och en andra som består av numren från akt V i Parisversionen. Till uppsättningen i Wien berikade Offenbach orkestreringen: han lade till "två tromboner (...), två horn (...), en andra oboe, en andra fagott och förstärkt slagverkssektion". Offenbach reste själv till Wien för att övervara repetitionerna men insjuknade och kunde inte dirigera premiärföreställningen. I ett telegram skrev direktören för Carltheater: "Oöverträffad framgång. Flera inrop för varje akt. Tredje finalen 'furore'. Dryckessången tre gånger."
I Berlin gavs operetten i juli 1878 där den spelades över 200 gånger. Den gavs även i Alger den 17 mars 1865 och i New York den 29 mars 1869.

## 1873 års nypremiär
I mars 1872 avstod Théâtre du Palais-Royal rättigheterna till La Vie parisienne till Théâtre des Variétés; Hortense Schneider kontaktades också för att ta över rollen som baronessan de Gondremarck. Offenbach komponerade Métellas sång [nr 2] til henne. Men trots hans insisterande och Ludovic Halévy som skrev till henne: "Du kommer att spela Métella... Du kommer att få, tror jag, en diabolisk effekt med texten, och du kommer att tjäna dina pengar med mycken framgång och lite ansträngning", var divan inte intresserad av projektet. La Vie parisienne fick sin nypremiär den 25 september 1873 på Théâtre des Variétés. Endast Zulma Bouffar, och i mindre utsträckning Jean Berthelier, återupptog sina roller. 
Till nypremiären hade akt IV "tagits bort; rollen som madame av Quimperkaradec (...) försvunnit; ett opublicerat stycke [nr 2] lagts till av den outtömlige och berömda maestro Offenbach". Han orkestrerade om Gardefeu triolet [nr 4] - som han hade tagit bort - liksom Métellas aria från akt V [nr 22]. I finalen till akt III lade han till en aria för Baron de Gondremarck "Ohé, l'amiral, ta fête est charmante ».
Han transponerade om baronens kuplett [nr 8] för att den bättre skulle passa till José Dupuis tessitura. Det bittra minnet av Fransk-tyska kriget 1870-1871 tvingade librettisterna att avlägsna alla germanska referenser: i finalen till akt II [nr 11] är skomakarna och handskmakarna inte längre tyskar och Gabrielle sjunger sin tyrolervisa på franska.

## Personer
| Roller                                                                                              | Röststämma              | Premiärbesättning 31 oktober 1866 (Dirigent: Offenbach) | Reviderad fyraktsversion Premiärbesättning, 25 september 1873 (Dirigent: Offenbach) |
| --------------------------------------------------------------------------------------------------- | ----------------------- | ------------------------------------------------------- | ----------------------------------------------------------------------------------- |
| Bobinet, en parisisk dandy                                                                          | tenor eller hög baryton | Gil-Pérès                                               | Pierre Eugène Grenier                                                               |
| En järnvägsarbetare                                                                                 | talroll                 | Millaux                                                 |                                                                                     |
| Raoul de Gardefeu, en parisisk dandy                                                                | tenor                   | Priston                                                 | Henri Venderjench                                                                   |
| Métella, en demimond                                                                                | mezzosopran             | Honorine                                                | Devéria/Céline Van Ghell                                                            |
| Gontran, Métellas vän                                                                               | tenor                   | Coste                                                   |                                                                                     |
| Joseph, en guide                                                                                    | talroll                 | Martal                                                  |                                                                                     |
| Le Baron de Gondremarck, en svensk resande                                                          | baryton                 | Louis Hyacinthe Duflost                                 | José Dupuis                                                                         |
| La Baronne de Gondremarck, hans hustru                                                              | sopran                  | Céline Montaland                                        | Juliette Grandville                                                                 |
| Brasilianaren, en välbärgad person                                                                  | baryton                 | Jules Brasseur                                          |                                                                                     |
| Alphonse, Gardefeus betjänt                                                                         | talroll                 | Ferdinand                                               |                                                                                     |
| Frick, en skomakare                                                                                 | baryton                 | Jules Brasseur                                          | Jean-François Berthelier                                                            |
| Gabrielle, en handskmakare                                                                          | sopran                  | Zulma Bouffar                                           | Zulma Bouffar                                                                       |
| Pauline, en kammarjungfru                                                                           | sopran                  | Elmire Paurelle                                         |                                                                                     |
| Prosper, en tjänare                                                                                 | baryton                 | Jules Brasseur                                          | Jean-François Berthelier                                                            |
| Urbain,en tjänare                                                                                   | baryton                 | Louis Lassouche                                         | Louis Lassouche                                                                     |
| Clara, conciergens niece                                                                            | sopran                  | Henry                                                   |                                                                                     |
| Leonie, conciergens niece                                                                           | mezzosopran             | Bédard                                                  |                                                                                     |
| Louise, conciergens niece                                                                           | mezzosopran             | Breton                                                  | Estelle Lavigne                                                                     |
| Madame de Quimper-Karadec, Bobinets faster                                                          | mezzosopran             | Félicia Thierret                                        |                                                                                     |
| Mme de Folle-Verdure, hennes nièce                                                                  | mezzosopran             | Léontine Massin                                         |                                                                                     |
| Alfred, en tamburmajor                                                                              | baryton                 |                                                         | Léonce                                                                              |
| Caroline, conciergens niece                                                                         |                         |                                                         | Julia H.                                                                            |
| Julie, conciergens niece                                                                            |                         |                                                         | Magne                                                                               |
| Augustine, conciergens niece                                                                        |                         |                                                         | Maria                                                                               |
| Albertine, en demimond                                                                              |                         |                                                         | Pauline                                                                             |
| Charlotte, en demimond                                                                              |                         |                                                         | V. Klein                                                                            |
| Kör: Järnvägsarbetare, brevbärare, resanden, tjänare, skomakare, handskmakare, servitörer, patroner |                         |                                                         |                                                                                     |

## Handling

### Akt 1
Berättelsen börjar vid järnvägsstationen Gare Montparnasse, där de anställda räknar upp tågen som ankommer från olika platser i Frankrike ("Nous sommes employés de la ligne de l'Ouest"). Två parisiska dandys, Bobinet och Gardefeu, väntar på tåget från Rambouillet men de undviker varandra medan de vandrar runt. De har kommit ihop sig över demimonden Métella. Hon anländer med en tredje man och låtsas inte känna igen de tidigare beundrarna. Hennes avslag förenar de två vännerna och de svär att söka efter en älskarinna av högre klass ("Elles sont tristes, les marquises"). Under tiden som Gardefeu undrar hur han ska lyckas med detta upptäcker han sin förre betjänt Joseph, nu en turistguide. Joseph avslöjar att han är där för att möta en svensk baron och dennes hustru. Han ska visa dem Paris men för en rundlig pengasumma övertar Gardefeu hans plats. Medan han går för att leta efter baronen undrar han hur det ska gå med baronessan ("Ce que c'est pourtant que la vie !") Baron och Baronessan Gondremarck gör entré och Gardefeu lovar att visa dem allt vad de önskar i den franska huvudstaden ("Jamais, foi de cicérone"). Stationen fylls med fler passagerare, däribland en brasilianare som återvänt efter att en gång ha prövat lyckan i staden ("Je suis Brésilien, j'ai de l'or").

### Akt 2
Hemma hos Gardefeu inväntar hans handskmakare Gabrielle och hans skomakare Frick sin herres återkomst ("Entrez ! entrez, jeune fille à l'œil bleu !"). Gardefeu fortsätter föra svenskarna bakom ljuset och förklarar att de befinner sig i hotellets annex i hopp om att få bort baronen så Gardefeu kan ägna all uppmärksamhet åt baronessan; baronen har redan egna planer utifrån ett brev från en vän ("Dans cette ville toute pleine"). Baronen ber att få finaste matsalsbordet. Avsaknaden av andra gäster löses genom att Garbrielle, Frick och deras vänner får låtsas vara hotellgäster. Bobinet kommer förbi och erbjuder sig att ställa till en fest för svenskarna i sin bortresta tants våning följande natt. Baronessan finner spår av Gardefeus affär med Métella i sitt rum. Métella själv anländer och hoppas kunna återförenas med Gardefeu ("Vous souvient-il, ma belle") och det slutar med att hon erbjuder sig att underhålla baronen under några dagar. Gästerna anländer till middagen; Frick som major ("Pour découper adroitement") och Gabrielle som en krigsänka ("Je suis veuve d'un colonel") och med en tyrolervisa sätter sig alla till bords ("On est v'nu m'inviter").

### Akt 3
Vid festen påföljande afton uppträder Bobinets tjänare som aristokrater ("Donc, je puis me fier à vous !"). Baron Gondremarck anländer och uppvaktas av Pauline 'Madame l'amirale' (i själva verket en kammarjungfru). Gabrielle kommer ("On va courir, on va sortir"), liksom Bobinet som schweizisk amiral ("Votre habit a craqué dans le dos !"). Bobinet hälsar gästerna med en dryckessång ("En endossant mon uniforme") och champagnen flödar ("Soupons, soupons, c'est le moment") varpå baron och alla blir berusade.

### Akt 4
Den brasilianske miljonären ställer till med en maskerad på Café Anglais. Hovmästaren ber sina anställda att vara diskreta angående gästerna ("Avant toute chose, il faut être... Fermez les yeux"). Baronen anländer för sitt möte med Métella, trots att han blir alltmer misstänksam över hela saken. Métella berättar för baronen att ha tålamod ("C'est ici l'endroit redouté des mères") men att hon inte kommer bli hans: hon är förälskad i någon annan men har tagit med en väninna i stället. Baronen blir rasande att hennes älskade är Gardefeu. Brasilianaren anländer tillsammans med Bobinet och Gardefeu. Efter att ha visar Métella brevet ("Vous souvient-il, ma belle") förenas hon och Gardefeu, och baronens ilska stannar endast när baronessan medlar. Alla skålar för Paris ("Par nos chansons et par nos cris, célébrons Paris.").

## Musiknummer
- Ouvertyr
- 1	Inledning	« Nous sommes employés de la ligne de l’Ouest »
- 2	Chœur et scène	« Le ciel est noir »
- 3	Couplets	« Elles sont tristes les marquises »
- 4	Triolet	« Ce que c’est pourtant que la vie »
- 5	Trio	« Jamais, foi de cicérone »
- 6	Final	« À Paris nous arrivons en masse »	
  - Rondo du brésilien	« Je suis Brésilien, j’ai de l’or »
  - Ensemble final	« La vapeur nous amène »
- Entracte till akt II
- 7	Duo	« Entrez ! entrez, jeune fille à l’œil bleu ! »
- 8	Couplets	« Dans cette ville toute pleine de plaisirs »
- 9	Rondeau	« Vous souvient-il, ma belle »
- 10	Couplets	« Pour découper adroitement »
- 11	Final	« Nous entrons dans cette demeure »	
  - Couplets	« Je suis veuve d’un colonel »
  - Air tyrolien	« On n’est v’nu m’inviter »
- Entracte till akt III
- 12	Inledning	« Il faut nous dépêcher vite »
- 13	Septuor	« Donc je puis me fier à vous »
- 14	Duo	« L’amour, c’est une échelle immense »
- 15	Couplets	« On va courir, on va sortir »
- 16	Ensemble	« Votre habit a craqué dans le dos »
- 17	Final	« Soupons, soupons, c’est le moment »	
  - Final suite	« Tout tourne, tout danse »
  - Galop final	« Feu partout, lâchez tout »
  - Air	« Ohé ! L’amiral ! Ta fête est charmante »
- Entracte till akt IV
- 18	Rondeau	« Je suis encor tout éblouie »
- 19	Couplets	« Quoi, ces messieurs pourraient, ma chère »
- 19bis	Reprise de l’ensemble	« Vengeons-nous ! il faut nous venger »
- 20	Final	« Tout tourne, tout danse »
- Entracte till akt V
- 21	Chœur et couplets	« Bien bichonnés et bien rasés »
- 22	Rondeau	« C’est ici l’endroit redouté des mères »
- 22bis	Mélodrame
- 23	Couplets et ensemble	« Je te connais ! – Tu me connais »
- 24	Chœur et duo	« En avant, les jeunes filles »
- 24bis	Mélodrame
- 25	Final	« Par nos chansons et par nos cris »